# Brodskysynagoge
De Brodskysynagoge (Oekraïens: Синагога Бродського), ook: Centrale Synagoge, is een synagoge in het centrum van de Oekraïense hoofdstad Kiev.
De synagoge werd in 1897 en 1898 gebouwd. De suikerhandelaar en filantroop Lazar Brodsky financierde de bouw. De synagoge is ontworpen in neoromaanse en neomoorse stijl door Georg Schleifer.
In 1926 werd de synagoge door de Sovjetautoriteiten gesloten en omgebouwd tot een kunstsociëteit. Het gebouw werd tijdens de Tweede Wereldoorlog verwoest door de nazi's en werd daarna gebruikt als poppentheater. In de jaren zeventig werd een extra gevel gebouwd.
In 1997 verhuisde het theater naar een nieuw gebouw. Het oude gebouw werd gerenoveerd en is sinds 2000 weer in gebruik als synagoge. De renovatie werd grotendeels gefinancierd door de mediamagnaat Vadim Rabinovitsj.